# گیجا چوسان

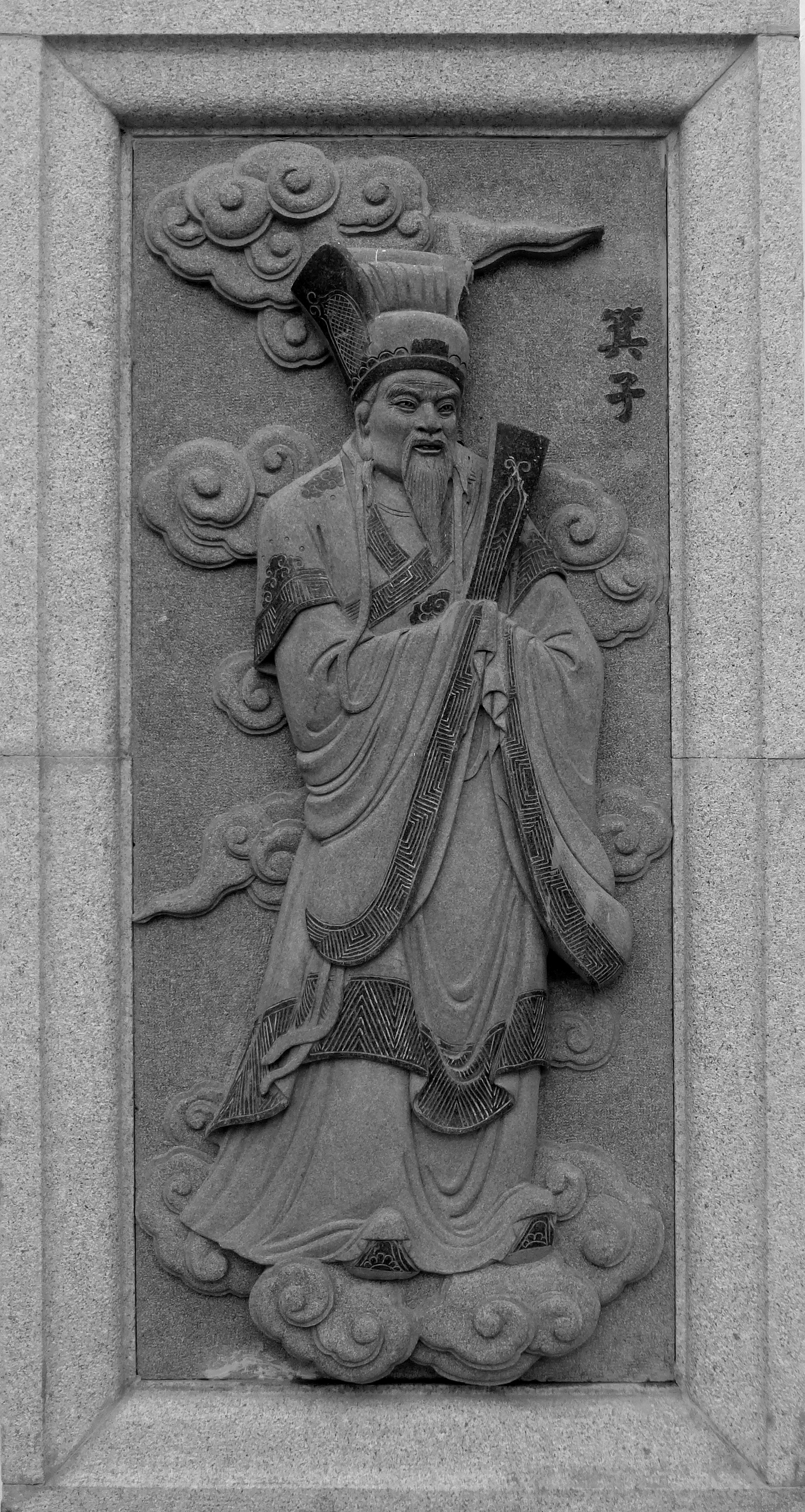
گیجا

پادشاهی گیجا چوسان (۱۱۲۰–۱۹۴ قبل از میلاد) مربوط به دوره گوجوسان و به مؤسس آن گیجا اشاره دارد. همان‌طور که از دوران دانگون، اطلاعات و منابع زیاد و درستی در دست نیست، اطلاعات ما از گیجا (جیزی) نیز گنگ، نامفهوم و اندک است و از قرن بیستم تاکنون مورد بحث است.